# 趙靈兒
趙靈兒是大宇資訊開發的仙劍奇俠傳系列中的虛構角色，最早在电脑游戏《仙劍奇俠傳》中登場。她在遊戲中是流亡中原的南诏国公主、女媧的半神后人，出场时是东海仙靈島水月宮的弟子，后嫁于余杭店小二李逍遥为妻并生有一个女儿李忆如，最后为拯救苍生与水魔兽死战牺牲。趙靈兒是仙剑系列遊戲中人氣最高的女主角，她在遊戲中的悲劇结局給大量玩家留下深刻印象。

## 創作及設計
仙靈島上別洞天，池中孤蓮伴月眠。

一朝風雨落水面，願君拾得惜相憐。
趙靈兒這個角色由《仙劍奇俠傳》的遊戲製作人姚壯憲所設計，角色的原型是姚壯憲在大專時期的班花，也是他的鄰桌女同學。趙靈兒和李逍遙是遊戲主線中的主要角色，為了將趙靈兒塑造成為「仙女」和「传统女性的代表，也是男性梦想中完美女性的化身的代表」，姚壯憲在設計角色時使用了很多特別的設定，如賦予趙靈兒女媧族後裔的身世背景，「莲花不染纤尘」般的氣質，還有小鳥依人的形象。在主線劇情設計上，趙靈兒完美的人設和結局角色死亡就是用來營造「完美与缺憾」的衝突感。角色在玩家引起很大迴響，網絡上流傳姚壯憲設計出趙靈兒的悲劇，是由於在製作遊戲期間遭遇失戀，將自身情感投射到角色遭遇上。面對相關說法，姚壯憲也一再澄清在製作期間沒有相關遭遇，開發團隊在開發的第二年拋棄了原來的大綱，接下來的內容都是邊做邊想，姚壯憲最後設計趙靈兒在結局死去，也遭到其他開發人員的不滿，不過他還是堅持了這個設計，他認為「你看到的结尾像是像悲剧，但是它隐含一份补偿的希望也伴随其中；人生总有得也有失，命运是无情的也是公平的，当命运关上一扇门，也会打开另一扇们，只是需要我们懂得珍惜」。

## 作品中表現

### 仙劍奇俠傳系列
趙靈兒是女媧一族的後裔，原形為人臉蛇身。幼年時與母親林青兒居於南紹國，後來母親被拜月教陷害，自身也遭到追殺。她與姥姥逃亡到仙靈島，在當地水月宮的庇護下落戶仙靈島。年方十六，趙靈兒在梳洗之時遇到了來仙靈島求藥的李逍遙，她教訓了這個登徒浪子一頓，後聽取對方一番解釋，決定提供水月宮的靈藥。兩人在取藥期間被姥姥發現，姥姥在了解緣由後，強令李逍遙為趙靈兒負責，兩人同日成婚並洞房。次日李逍遙為了送藥先行離開仙靈島，並向趙靈兒許諾會回來。李逍遙此番求藥被拜月教利用破除仙靈島的迷陣，破陣後記憶盡消，還給水月宮帶來滅門之災，趙靈兒由於其身份只是被擄走。李逍遙回家鄉後，偶然救下被擄的趙靈兒，雖然失去相關記憶，但是出於俠義之心選擇幫助趙靈兒。兩人重返水月宮，在姥姥的託付下李逍遙決定協助趙靈兒到苗疆尋母。
兩人路途期間與林月如結伴同行，李逍遙由於失憶的關係和林月如一度結下姻緣，而趙靈兒由於洞房當日懷孕，身體變得虛弱，還一度失控展露原形。前往苗疆的過程一波三折，拜月教和擁護女媧的白苗族輪番登場。趙靈兒在一次顯露原形時，更被蜀山派掌門獨孤劍聖認為是妖怪，獨孤劍聖出手將趙靈兒囚禁在鎖妖塔。李逍遙和林月如兩人只能前往鎖妖塔營救趙靈兒，在營救期間李逍遙恢復了記憶，對自己失憶期間所作所為深感愧疚，林月如也知曉了對方兩人的關係，三人達成了和解。在離開鎖妖塔之際，鎖妖塔倒塌，林月如意外去世，而趙靈兒和李逍遙兩人被獨孤劍聖救下並送達了大理城。不久趙靈兒臨盆誕下女兒李憶如，在調理一段日子之後，她與李逍遙前往大理城神殿祭拜娘親石像，並且獲得母親的傳承。獲得傳承力量的趙靈兒，擊退了來犯的拜月教，其後直接前往拜月教大本營和教主決戰。教主見不敵趙靈兒等人，於是召喚了太古魔獸水魔獸，引來洪水暴發。最後趙靈兒犧牲了自己，與水魔獸同歸於盡。
在2001年重製的《新仙劍奇俠傳》中，增加了趙靈兒活下來的結局，趙靈兒與李逍遙和女兒李憶如在一切結束後，移居仙靈島。
2011年推出的《新仙剑 Online》中有一個「憶念」的穿越模式，玩家能穿越到仙劍奇俠傳系列的1-5部中，以第三方身份經歷系列中的經典劇情，趙靈兒也在相關劇情中登場。2016年ChinaJoy期間大宇旗下子公司北京軟星展出了《仙劍奇俠 VR》的遊戲演示，內容為《仙劍奇俠傳》中趙靈兒和李逍遙初次相遇的劇情，遊戲製作人栾京表示虛擬實境很難重現整個《仙劍奇俠傳》，但是可以嘗試重現系列中的經典劇情。

### 聯動作品
《仙劍奇俠傳》在推出之後，曾與多個網絡遊戲展開聯動活動，趙靈兒、李逍遙和林月如作為主要角色也藉此在其他遊戲中登場，如2020年的《轩辕剑龙舞云山》和《白貓Project》，其中趙靈兒在《白貓》中為水屬性的雙劍士，2022年的《天地劫：幽城再臨》同時推出限時活動「夢回仙劍」，內容為《仙劍奇俠傳》的主要劇情。趙靈兒在遊戲中是冰屬咒師，有較高的單體輸出。在大宇資訊的另一個遊戲系列大富翁系列中，三人也有登場。

### 影視作品
《仙劍奇俠傳》曾多次改編成影視作品，有不同的演員演繹過趙靈兒這個角色。
- 在2005年推出的電視劇《仙劍奇俠傳》中，由劉亦菲扮演趙靈兒，她的演出被認為「将灵儿那楚楚动人的神态和令人心疼的经历完美还原出来」[12]，角色造型也與原作不同[13]。
- 2015年推出的網路劇《仙劍客棧》中，由孫雪寧扮演趙靈兒，該劇講述一個在平行世界中歷代《仙劍》人物在「仙劍客棧」集合，趙靈兒是客棧中的服務員，沒有原作設定中背負宿命，不同於原作中超凡脫俗的形象，更為「接地氣」[14]。
- 2021年新版《仙劍客棧》推出，由周语婷扮演趙靈兒[15]，而同期快手推出的短劇《新仙劍奇俠傳之揮劍問情》，由時14歲的黃楊鈿甜扮演趙靈兒[16]。
- 2021年新版《仙剑》開拍，2024年改名《又见逍遥》开播，由杨雨潼扮演趙靈兒[17]。

### 其他作品
在2015年首映的《仙劍奇俠傳》舞台劇中，屠畫扮演趙靈兒，角色造型保留了原作中包子頭的髮型。

## 反響及評價
趙靈兒是《仙劍奇俠傳》中的主要角色之一，也是仙劍奇俠傳系列玩家間的人氣角色，吸引一些角色扮演者和模特去扮演成趙靈兒。仙劍奇俠傳系列的衍生手機遊戲《仙劍客棧》曾在2015年舉行「仙剑人气女主角票选」活動，趙靈兒以超過四成的得票率獲得冠軍。官方也為角色推出相關周邊商品，在2015年北京軟星發起製作仙劍奇俠傳系列角色手办的計劃，經過網絡投票決定那些角色製作成手办，其中趙靈兒成為第一個被安排製作手办的角色，次年以众筹方式籌得製作資金310萬，是众筹目標的一倍。2019年Good Smile Company推出了趙靈兒的黏土人，2020年為慶祝遊戲發售25週年，大宇和Good Smile Company合作推出了「《仙劍奇俠傳》25th 紀念模型趙靈兒」。部分商家推出趙靈兒的相關商品，如2021年泡泡玛特推出趙靈兒的人偶。
遊戲媒體對趙靈兒都有很高的評價，遊民星空的編輯益达兄認為「《仙剑奇侠传1》是不少人心中的经典，无论是游戏还是影视剧，赵灵儿都是粉丝们心中的女神」。GameRes游资网的飞云評論「《仙剑奇侠传》最后结局的赵灵儿之死至今都令很多玩家无法释怀」。他認為遊戲推出時，遊戲的玩家比較年輕且大多沒有戀愛經歷，玩家在遊玩過程中代入到玩家角色李逍遙身上，對趙靈兒投入了感情，所以她得死亡結局「令很多人都终生难忘」。在真人演出角色方面，电玩巴士的不吃鸡排曾高度評價劉亦菲在《仙劍奇俠傳》飾演的趙靈兒，他認為「对于《仙剑奇侠传》的游戏爱好者来说，刘亦菲出演赵灵儿或许是一种最大的心里慰藉吧，因为当时正年少的刘亦菲和灵儿本身宛如池中白莲的气质不谋而合，不得不承认的是这就是我们心中的赵灵儿」。姚壯憲表示劉亦菲是他「心目中趙靈兒的完美人選」。